# Калмики

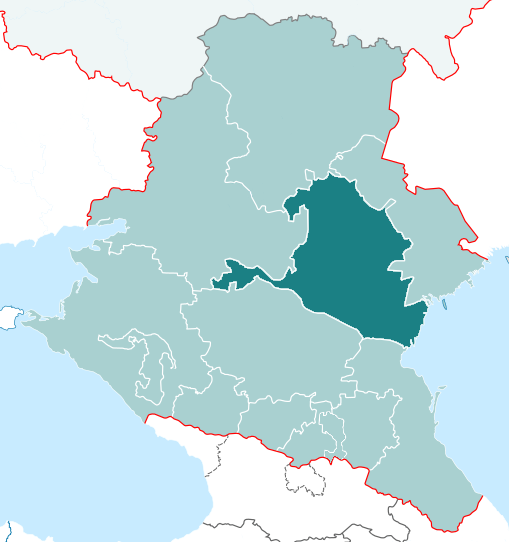
Калмикія у сучасних кордонах

Калми́ки, або кімли́ки (калм. хальмг, хальмгуд; монг. халимаг; рос. калмы́ки) — єдиний монгольський (монголомовний) та буддийський народ Європи, корінне населення республіки Калмикія (Росія).

## Країни розселення і чисельність

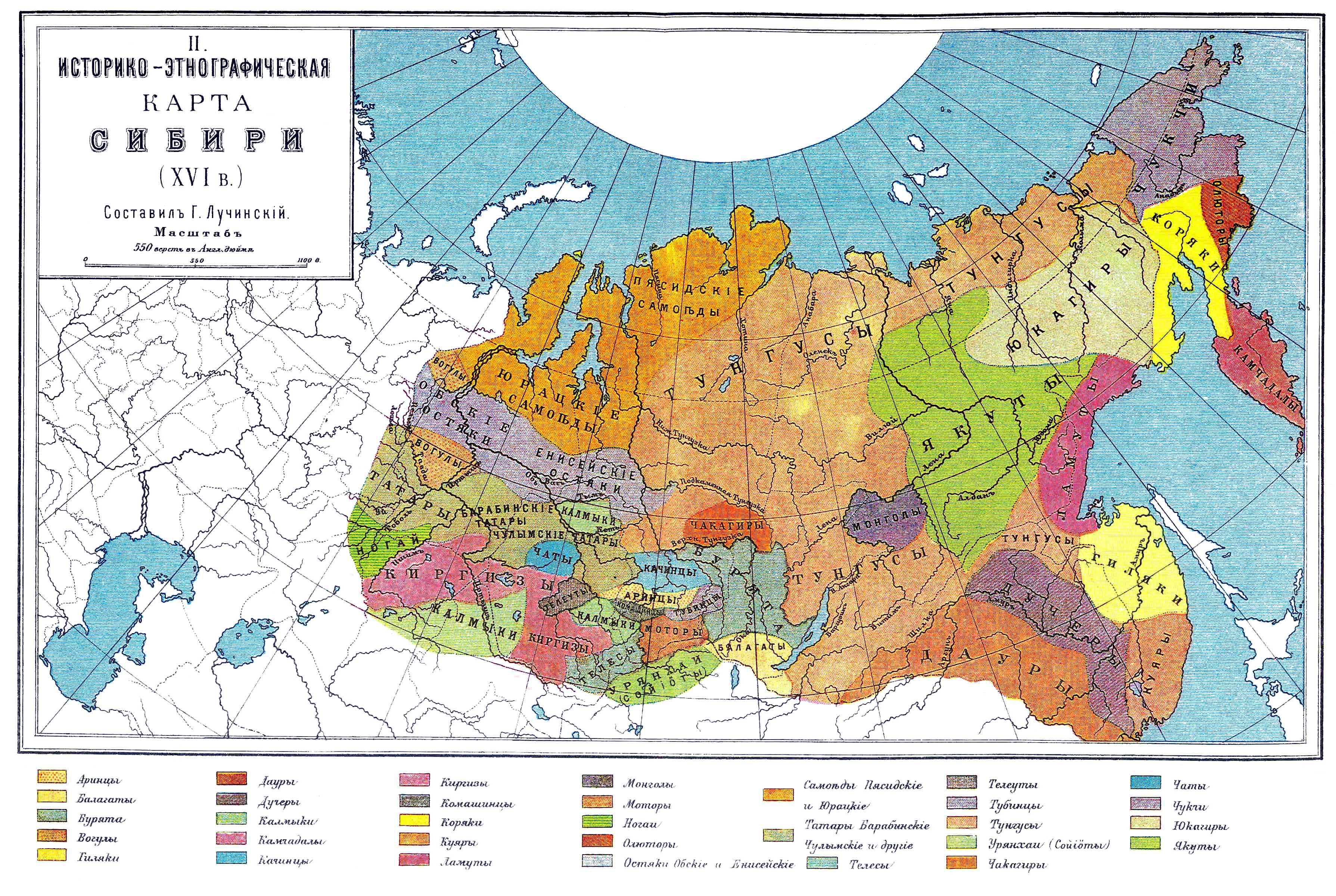
Земля розселення калмиків у 16 сторіччі до приєднання Сибіру до Московії

Калмики живуть у Росії (бл. 166 000 осіб), на території Калмикії (146 000 осіб), у сусідніх областях Волго-Уральського регіону, Ставропольському краї та Сибіру, за межами Росії — невеликі діаспори у державах Середньої Азії, США, деяких країнах Європи тощо.
У російській етнографічній літературі, на противагу західній практиці, нерідко ойратів Китаю і Монголії, які й в наш час, на початку XXI століття, проживають на давній етнічній батьківщині калмиків у Центральній Азії, не вважають частинами єдиного з калмиками народу. Попри спільну історію, мову і коріння культури, ці дві великі групи ойратів живуть тривалий час відособлено, але зберігаючи єдину національну самосвідомість.
Загальна чисельність ойратів (і калмиків) — понад півмільйона осіб.

## Історія

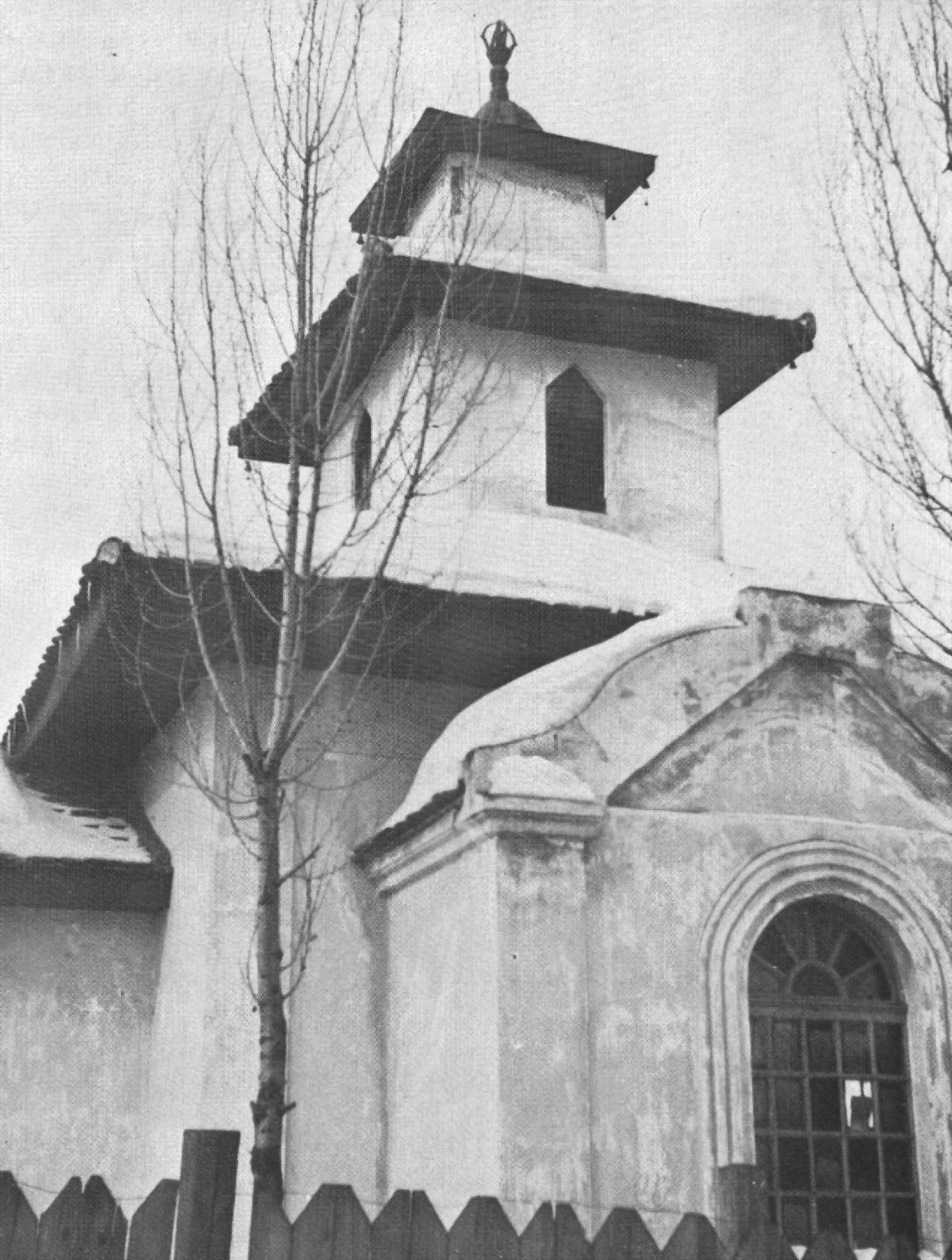
Калмицький буддійський храм у Белграді

У XVII ст. ойрати-калмики рушили з Джунгарії, переправившись через річку Урал, оселилися між Уралом та Волгою, а згодом поза нею, заснувавши Калмицьке ханство. У 1632 році хани калмиків-торгоутів утворили залежний від Московського царства союз, проте автономний. У завдання калмиків входив захист кордонів Московії від нападів казахів. Також вони брали участь у походах московського царства під час війн з Річчю Посполитою, Османською імперією та Швецією. Відігравали важливу роль у військах московських царів, що діяли в Україні. Крім того, суттєво допомагали Петру I під час Азовських походів й перші роки Північної війни.
З утворенням Російської імперії центральна влада обрала шлях на придушення старовинних свобод та знищення привілеїв. Цей процес поступово став торкатися калмиків. Особливо він посилився за часи Анни I, цю політику продовжила Єлизавета I. Імператриця Катерина II фактично завершила цей процес. Зрештою у 1770 році такі дії викликало спротив калмиків, які зв'язалися з урядом династії Цін, вирішивши повернутися до Джунгарії. Хан Убаші зібрав більшу частину свого народу, перетнув Урал (тоді Яїк) й рушив через казахські степи до колишньої батьківщини. Навздогін їм царський уряд спрямував яїцьких козаків. Водночас проти калмиків виступили казахські жузи та киргизи. Зрештою частину калмиків вдалося утримати у кордонах імперії, частину повернути. Інші калмики дісталися до Джунгарії, де їх роззброїли та розселили на значній території західних провінцій Китаю.

### Національний рух
Під час Російської революції калмики провели з'їзди калмицького народу, був створений Калмицький військовий уряд. Після визвольних змагань близько тисячі калмиків опинилися в еміграції, де створили політичні організації та видання. Пізніше частина діаспори взяла участь у формуванні Калмицького національного комітету та Калмицького кавалерійського корпусу в нацистській Німеччині. У повоєнні часи більша частина діаспори переселилася до США.

### Депортація
У 1943—1944, під час радянсько-німецької війни калмики зазнали репресій з боку радянської влади та були масово депортовані в райони Сибіру і Середньої Азії.

## Хани та тайші калмиків на Волзі
- Урлюк-тайші (1632—1643)
- Шукур-Даїчін (1644—1661)
- Мончак (1661—1670)
- Аюка-тайші  (1670—1713), хан з 1690 року
- Чакдуржав  (1713—1718)
- Аюка-тайші  (1718—1724), вдруге, четвертий головний тайша, перший хан
- Церен-Дондук (1724—1737), другий хан
- Дондук-Омбо (1737—1741), третій хан
- Рандул (1741)
- Дондук-тайші (1741—1761), четвертий хан
- Убаші (1761—1771), останній калмицький хан

## Антропологія

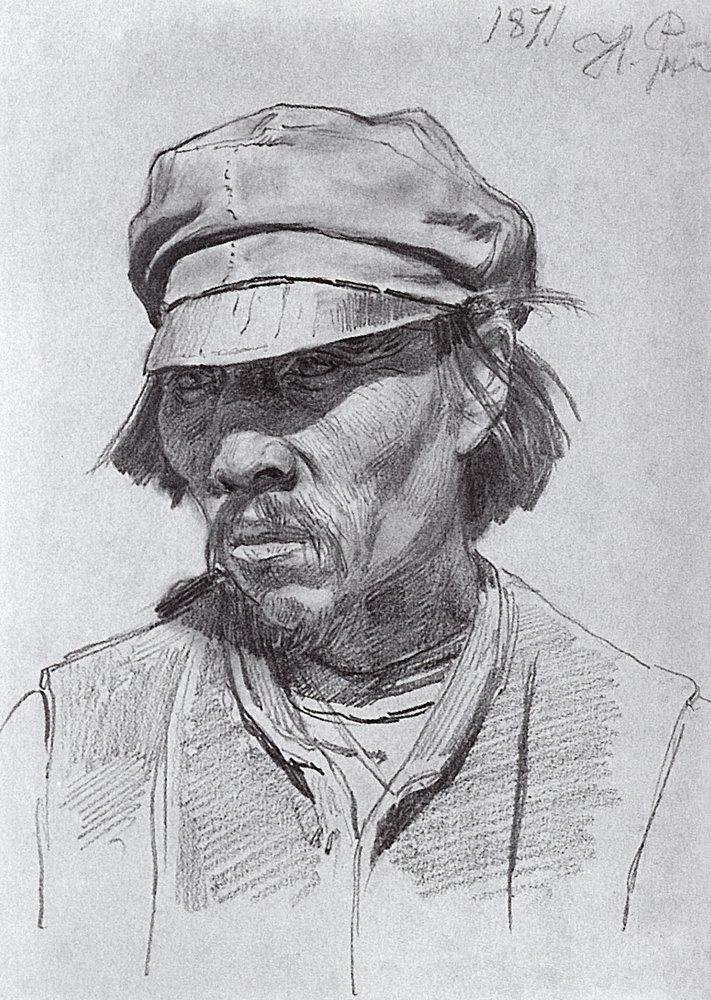
Портрет калмика роботи Іллі Рєпіна, 1871

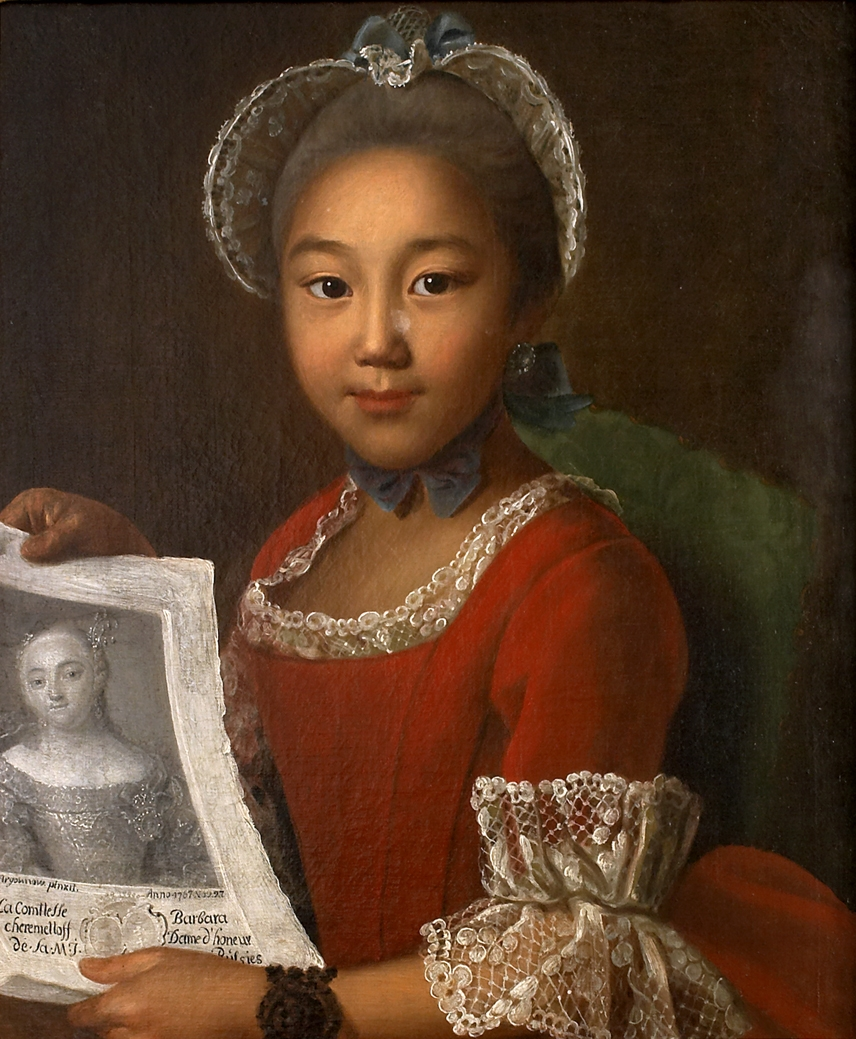
Аннушка. Портрет роботи Івана Аргунова

Калмики належать до центральноазійського антропологічного типу великої монголоїдної раси з усіма характерними рисами, притаманними монгольським народам: невисокого зросту, але кремезні, з різко окресленими вилицями, трохи приплесканим носом, типово монгольським розрізом очей, смуглявою шкірою і чорним прямим волоссям.

## Мова
Калмики розмовляють калмицькою мовою, що належить до монгольської групи мов алтайської мовної сім'ї. До XVII століття користувалися старомонгольським письмом, після — створеною на його основі писемністю тодо-бічіґ. Створили релігійну та історичну літературу класичною калмицькою мовою. У перші два десятиліття радянської влади калмицька мова кілька разів змінювала писемність на кирилицю та латинку.
Згідно з переписом населення рф 2010 року, лише 43,53 % серед етнічних калмиків в Республіці Калмикія вільно володіють калмицькою мовою.

## Релігія
За віросповіданням, як і ойрати Центральної Азії, калмики є буддистами-ламаїстами. Невелика частка російських калмиків сповідує православ'я.

## Калмики в Україні
Починаючи з середини XVII століття калмицькі загони починають брати участь у війнах на території України. Зокрема Іван Сірко водив запорожців та калмиків, очолюваних Мазан-батиром, у походи проти Кримського ханства, в одному з яких вони здобули Перекоп. У 1665 році на Запорізькій Січі налічувалося декілька тисяч калмицьких козаків. У Лизогубівському літописі зазначено, що 1665 р. лівобережний гетьман «посилав Якова Лизогуба, осавула генерального», запросити калмиків для допомоги у війні з поляками. Той успішно впорався із завданням, і у 1665 році калмицька кіннота успішно воювала на боці Гетьманщини, зокрема у битві під Білою Церквою.
Калмики також були у війську Івана Мазепи напередодні його виступу проти Петра I. Зокрема, шведський полковник Нільс Юлленшерн у своєму щоденнику написав, що промова гетьмана перед козацьким військом напередодні з'єднанням з військом шведського короля Карла XII «заскочила зненацька» людей і так вразила, що «багато їх кинулося навтіки». На думку історика Б. Кентрижинського, це швидше стосується чужоземних солдатів, що були в гетьманському супроводі, — волохів та калмиків.
У XVIII столітті група калмиків була оселена у слободі Осинівка міста Чугуїв. Також стоїть питання про зв’язок етноніма «калмик» з назвою річки і селища Коломак, поняттям «колимага» (калмики теж жили і пересувались в Степах Сходу Європи на критих возах) тощо.